# Primož Gliha
Primož Gliha, född 8 oktober 1967, är en slovensk tidigare fotbollsspelare.
Primož Gliha spelade 28 landskamper för det slovenska landslaget.